# Uma Thurman
Uma Karuna Thurman (Boston, Massachusetts, 29 d'abril de 1970) és una actriu estatunidenca. És coneguda pels seus papers en pel·lícules com Beautiful Girls (1996), Gattaca (1997) i sobretot per la seva interpretació en Pulp Fiction (1994) (per la qual va estar nominada a un Oscar a la millor actriu secundària) i Kill Bill (2003 i 2004), dirigides per Quentin Tarantino.

## Biografia

### Primers anys i educació
Filla del professor budista de la Universitat de Colúmbia, Robert Thurman, i de Nena von Schlebrügge (exmodel mexicana, de pare alemany i mare suecodanesa). Uma és germanastra (paterna) de Taya i germana de Ganden, Dechen i Mipam. Thurman té ascendència sueca, alemanya, mexicana i danesa. El seu nom procedeix d'uma chenpo o, cosa que és el mateix, "el gran camí del centre": maha-madhyamaka. Al seu torn, en sànscrit umā karuṇa significa "la misericòrdia de [la deessa] Úma", la deessa hindú de la llum i la bellesa, a més de la consort de Shivà. De petita, al costat de la seva família, va passar llargues temporades a l'Índia i van rebre visites ocasionals del mateix Dalai-lama.

Durant la seva infantesa, la seva família es va mudar constantment, ja que el seu pare ensenyava en diferents universitats. Va créixer principalment a Amherst (Massachusetts) i Woodstock (Nova York). Va ser una jove desmanyotada i introvertida que era sovint molestada per la seva elevada alçada, el seu nom rar (de vegades usava el nom Uma Karen en comptes del veritable Uma Karuna), i la talla dels seus peus.
Als 10 anys, una amiga de la seva mare va suggerir fer-li una rinoplàstia, suggeriment que la va mortificar durant anys. Va ser sens dubte un dels molts incidents que la van portar a sofrir dismorfòbia, un desordre mental que implica una imatge distorsionada del cos, condició que ella va discutir en una entrevista amb la revista Talk el 2001.
Va anar al Northfield Mount Hermon, un internat a Massachusetts, i va tenir les seves primeres experiències actuant en obres escolars.
No era hàbil en els esports i les seves qualificacions eren només regulars, però va destacar en l'escenari des de molt jove. Després d'aparèixer en una representació de The Crucible va ser cridada per cercatalents que la van convèncer d'actuar professionalment. Va deixar l'escola per buscar una carrera d'actriu a Nova York i per anar a la Professional Children's School, la qual va abandonar abans de graduar-se.

### Primers treballs, 1987 – 1989
El seu debut cinematogràfic va ser en Johnny be good (1987) i en Kiss Daddy Goodnight (1987), ambdues amb èxit marginal. La seva següent pel·lícula va ser Les aventures del baró Munchausen (1988), dirigida per Terry Gilliam i que si ara és gairebé un film de culte, en el seu moment fou un fracàs comercial: va costar 46 milions de dòlars i se'n van recaptar únicament 8.
Aquell mateix any també va participar en Les amistats perilloses dirigida per Stephen Frears. Poc després de la seva estrena, revistes i altres mitjans van començar a entrevistar-la i les productores de cinema li van oferir nous papers. Va rebre també elogis dels seus col·legues en la pel·lícula per la seva professionalitat. John Malkovich, per exemple, va dir: «En ella no hi ha gens d'adolescent nerviosa, no he conegut a ningú que fos com ella a aquesta edat. La seva intel·ligència i compostura destaquen. Però hi ha una mica més. Té una mica més que és molt fascinant».

### Consolidació i fracassos, 1990–1993
El 1990 va protagonitzar el drama sexualment provocatiu Henry and June al costat de Fred Ward. Va ser la primera pel·lícula per la qual va rebre una qualificació de majors de 17 anys als Estats Units, per la qual cosa no es va distribuir àmpliament. Malgrat això, The New York Times va dir que «Thurman, com June —la noia amb accent de Brooklyn—, agafa un personatge grandiós i ho fa encara més gran, encara que la seva actuació és sovint tan peculiar com dominant».
El 1993, Gus Van Sant la va triar per protagonitzar el fracàs Elles també es deprimeixen. Per això, Uma va ser nominada com a Pitjor actriu de l'any en els premis Razzies. El Washington Post va descriure la seva actuació com a superficial: «L'estranyament passiva personificació de Thurman no va massa més enllà d'arrossegar i flexionar els seus polzes artificials». Aquell mateix any va protagonitzar la comèdia La noia del gàngster al costat de Robert De Niro i es va convertir en un altre fracàs. També va realitzar una prova per a una pel·lícula de Stanley Kubrick -Wartime lies- que mai es va dur a terme. Malgrat això, Uma va qualificar la trobada com «una experiència veritablement dolenta».

### 1994–1998

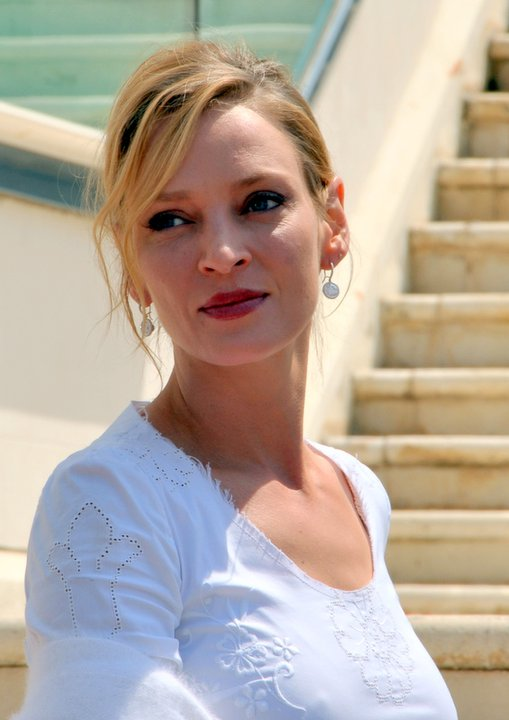
Uma Thurman a Cannes 2011

Per aquella època, va realitzar una prova per a la que seria la nova pel·lícula de Quentin Tarantino. Inicialment, el director no va quedar gaire convençut -havia vist La noia del gàngster i no li va agradar massa l'actuació-, però havent sopat amb ella tot va canviar. «Uma i jo estàvem fent una escena. Estàvem vivint la pel·lícula, d'acord? I em vaig quedar pensant: «Déu, ella podria ser Mia!». Pulp Fiction es va convertir en una de les pel·lícules més taquilleres i de culte de tots els temps, recaptà més de 107 milions de dòlars, amb un cost inicial de 8 milions.
El Washington Post va escriure «serenament irrecognoscible amb una perruca negra, [i] està meravellosa com una despreocupada esposa de gàngster».
Es va convertir en l'actriu favorita de Tarantino, que va afirmar el 2003 en la revista Time: “Thurman està a la par amb Gràcia i Dietrich en el terreny de les deesses”.
Pel·lícules de diversa qualitat i èxit van seguir Pulp Fiction. Va protagonitzar amb Janeane Garofalo la mitjanament taquillera comèdia romàntica The Truth About Cats & Dogs actuant com una rossa i babau supermodel.
El 1998 va protagonitzar amb qui seria després el seu espòs Ethan Hawke, la pel·lícula de ciència-ficció Gattaca. Encara que Gattaca no va ser un gran èxit de taquilla, va rebre moltes crítiques positives i va aconseguir gran recaptació en el mercat del vídeo.
Alguns crítics no van quedar-ne gaire impressionats, com Los Angeles Times, que va opinar que ella estava “tan emocionalment absent com sempre”.
Els dos grans fracassos de la seva carrera van arribar el 1997 i 1998. Primer va interpretar la vilana Heura Verinosa (Poison Ivy) en Batman i Robin (Batman & Robin), la quarta pel·lícula de la popular saga.
Batman i Robin va resultar un gran fracàs de taquilla i va esdevenir un dels candidats perennes a les llistes dels pitjors films de tots els temps. La seva actuació va rebre crítiques variades, favorables i adverses, i algun crític la va comparar a Mae West.
The New York Times va escriure: “com Mae West, mescla autèntica feminitat amb el murri efeminament d'un travesti”.
Una comparació similar va ser feta per Houston Chronicle: “Thurman, per arribar a dona fatal dels anys 40 sembla de vegades interpretar Mae West via Jessica Rabbit”.
El seu segon revés va ser l'any següent en Els venjadors, un altre gran fracàs de públic i crítica, considerat un dels pitjors films de la història del cinema.
CNN la va descriure com: “tan distanciada que un sent com si l'estigués veient a través del costat equivocat del telescopi”. Va rebre candidatures al Razzie per tots dos films.
Malgrat aquests fracassos, va tancar l'any 1998 perfectament amb el poderós relat Els miserables (Els Misérables), una adaptació del clàssic llibre de Victor Hugo, dirigida per Bille August, en el qual va interpretar el paper de Fantine; hi aconseguí una destacada actuació i rebé crítiques favorables de nou compte, fins i tot molts van pensar que la seva carrera novament anava en ascens.

### Parèntesi, 1998–2002
Després del naixement del seu primer fill el 1998, va prendre un descans de papers principals per concentrar-se en la maternitat.
Els seus següents treballs van ser en pel·lícules de baix pressupost de cinema i televisió incloent Concordes i desacords (Sweet and Lowdown), Tapi (La cinta), Vatel i Cegues d'amor (Hysterical Blindness).
Va guanyar un Globus d'Or per aquesta última, un telefilm en el qual també va treballar com a productora executiva. En aquesta pel·lícula interpreta una dona emocionalment inestable en el Nova Jersey dels anys 1980, que busca l'amor en un lloc equivocat.
El San Francisco Chronicle va comentar: “Thurman es compromet tant amb el paper, amb ulls flamejants i els braços a les anques, que un comença a creure que una criatura com aquesta pot existir: una dona d'aparença exquisida tan maldestra i necessitada que repel·leix els tipus comuns i corrents. Thurman ha sotmès el paper a la seva voluntat”.

### 2003–actualitat
Després de cinc anys allunyada de papers principals, va reaparèixer el dia 7 de gener del 2003 en el film de John Woo Paycheck, i en la seva nova col·laboració amb Quentin Tarantino, Kill Bill. Paycheck va ser discreta amb els crítics i la taquilla, però Kill Bill rellançaria la seva carrera.

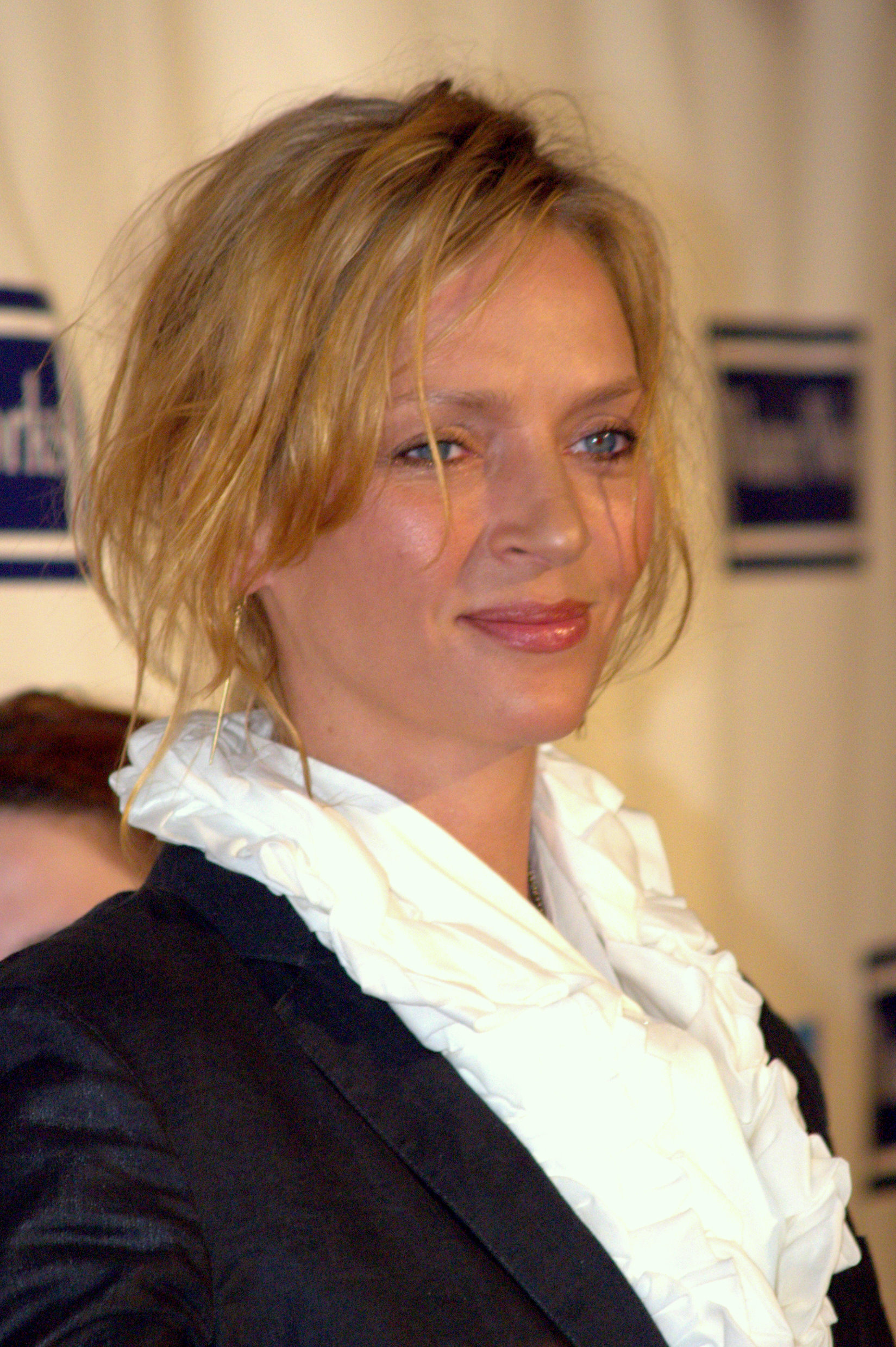
El 2009, al Tribeca Film Festival

En Kill Bill va interpretar una eficient assassina professional en cerca de venjança contra el seu examant. El rol li va ser ofert per Tarantino -que l'havia escrit especialment per a ella- el dia del seu 30 aniversari. Tarantino també ha dit que ella va ser la seva musa mentre escrivia el guió, compartint formalment el crèdit pel personatge de Beatrix Kiddo, el qual va ser concebut per tots dos en el set de Pulp Fiction a partir de la sola imatge d'una núvia coberta de sang.
La producció va ser postergada diversos mesos a causa que va quedar encinta. Es va considerar donar-li el paper a una altra actriu, però Tarantino va decidir demorar la producció.
La filmació va prendre nou mesos i va ser feta en cinc països diferents. Aquest paper va ser el més exigent per a ella fins a aquest moment, ja que va passar tres mesos aprenent arts marcials, maneig de l'espasa i idioma japonès.
Aquesta pel·lícula èpica, presentada en dues parts, va ser un èxit de taquilla i va aconseguir bones qualificacions amb els crítics. Li va significar candidatures al Globus d'Or per ambdues pel·lícules, i tres MTV Movie Award, un per millor actuació femenina i dues per la millor baralla.
Rolling Stone la va comparar amb: “un àngel venjador sortit d'un melodrama de Hollywood dels anys quaranta”.
La principal inspiració per realitzar el rol de la núvia van ser diverses heroïnes d'acció de pel·lícules de segona categoria. Les més notables van ser el personatge principal de Coffy (interpretat per Pam Grier) i el personatge de Gloria Swenson en Gloria (protagonitzat per Gena Rowlands).
Va dir que aquests dos personatges són: “les dues úniques dones que he vist ser veritablement dones [mentre] esgrimeixen una arma”. Coffy li va ser projectada per Tarantino abans de començar la producció del film, per ajudar-la a modelar el personatge.
Pel 2005, s'havia convertit en una de les actrius millor pagades de Hollywood, guanyant un salari de 12,5 milions de dòlars per pel·lícula.
La seva primera pel·lícula de l'any va ser Be Cool, continuació de la pel·lícula de 1995 Get Shorty, en la qual es va reunir de nou amb el seu company de repartiment en Pulp Fiction John Travolta. Hi interpreta la vídua d'un mort, executiu de la indústria de la música.
Més tard, aquest mateix any, va protagonitzar el film Secrets compartits amb Meryl Streep, interpretant una dona propera als quaranta anys, que enamora a un jove de 20 anys.
El seu últim film aquest any va ser la nova versió de The Producers en el qual interpreta Ulla, una actriu sueca esperançada a aconseguir un paper en un musical de Broadway. Originàriament, els productors del film planejaven usar una doble de veu per a les cançons en els números musicals en què ella intervenia, però va insistir a usar la seva pròpia veu. No obstant això, no es va confirmar si efectivament ella va interpretar totes les seves cançons, encara que així s'indica en els crèdits del film.
Amb una reeixida carrera en el cinema, va tornar a convertir-se en una sol·licitada model. La companyia de cosmètics Lancôme la va escollir com la imatge dels seus productes. El 2005, va ser contractada per a una funció similar per la casa de modes francesa Louis Vuitton.
El 7 de febrer de 2006, va rebre la condecoració de cavaller de l'Orde de les Arts i Lletres de França, que s'atorga en reconeixement d'assoliments en els camps de l'art i la literatura.
Aquest mateix any va estrenar la comèdia El meu súper ex núvia, per la qual va cobrar la xifra de 14 milions de dòlars.
Els seus següents projectes van ser The Life Before Her Eyes de Vadim Parelman, un drama en el qual Thurman interpreta una dona madura tractant de superar un trauma d'adolescent. També la comèdia romàntica The Accidental Husband, en la cinta per a televisió My Zinc Bed on interpretà una addicta a la cocaïna. Participà en l'adaptació de Eoise In Paris en el paper de Nanny o en el film Motherhood, al costat de Minnie Diver, fent d'una mare que venç els obstacles per festejar els sis anys de la seva filla.
Ha tingut una aparició especial en la sèrie de televisió musical Smash com una veterana actriu de televisió que fa el seu debut en teatre.
Possiblement la veurem en les dues seqüeles promeses de Kill Bill, en un drama al costat de Nicole Kidman, Heartswap, i en un altre drama èpic amb Johnny Depp, Daniel Day-Lewis i John Malkovich titulat Man's Fate.

## Vida privada

### Relacions i família

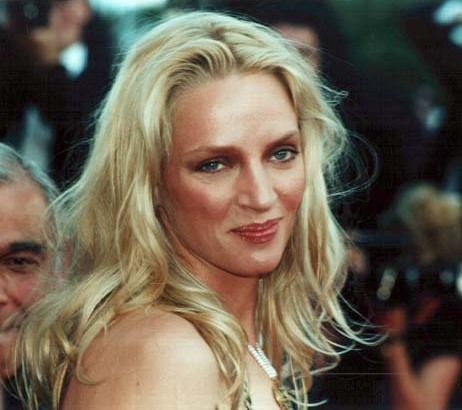
Uma Thurman en el Festival de Cinema de Cannes el 2000

Mentre vivia a Londres, per evitar el xivarri causat per Les amistats perilloses, va començar a sortir amb el director Phil Joanou, que acabava de produir el film documental Rattle and Hum del grup U2.
Mentre visitava Joanou en el set de la seva pel·lícula, State Of Grace, va conèixer l'actor britànic Gary Oldman. Els dos van congeniar de seguida. Fins i tot Joanou va dir després que era obvi que Oldman i Thurman estaven fets l'un per a l'altre, de manera que se'n va apartar. La parella es va casar el 1990, però el matrimoni només va durar dos anys; segons es va informar, afectat pel poc de temps que passaven junts a causa de les seves atapeïdes agendes com a actors.
L'1 de maig de 1998, es va casar amb l'actor Ethan Hawke, després d'haver-lo conegut en el set de Gattaca. Abans del compromís, ell li havia proposat matrimoni dues vegades sense ser acceptat. Ella va reconèixer que van realitzar el matrimoni a causa que havia quedat embarassada. Al moment de les noces portava set mesos de gestació.
Van tenir dos fills: una nena, Maya Ray (n. 8 de juliol de 1998) i un nen, Levon Roseguin (n. 15 de gener de 2002). Hawke li va dedicar la seva novel·la For Karuna.
El 2003 es van separar i el 2004 es van divorciar. Molts mitjans de comunicació van informar que la causa del divorci va ser la infidelitat d'Ethan Hawke amb la model canadenca Jen Perzow, després de sospitar que ella l'enganyava amb Tarantino. Hawke va negar que la causa del divorci fos la infidelitat i va dir que el motiu era els seus atapeïts horaris de treball.
En un reportatge de portada el 2004 en Rolling Stone tant Thurman com Tarantino van negar haver tingut mai una relació romàntica, encara que Tarantino havia declarat una vegada a un reporter: “No estic dient que l'hem tingut i no estic dient que no l'hem tingut”.
Quan en el Show d' Oprah Winfrey li van preguntar si va haver-hi “una traïció d'algun tipus” durant el matrimoni, ella va dir: “Va haver-hi una mica d'això al final. Estàvem passant per moments difícils i tu saps com són les coses i com la gent es comporta i com expressa la seva infelicitat.””
Resideix actualment a Hyde Park (barri de la ciutat de Nova York). El 2004 va començar a sortir amb l'hoteler novaiorquès André Balazs. Van conviure en un apartament en el veïnat del Soho, a Manhattan, prop del Mercer Hotel, propietat de Balazs.
El març de 2006, el seu encarregat de relacions públiques va anunciar que la parella s'havia separat.
Thurman va estar compromesa amb el financer Arpad Busson des de 2011. Tenen una filla anomenada Rosalind Arusha Arkadina Altalune Florence Thurman-Busson, anomenada Lluna (nascuda el 15 de juliol de 2012), però al final no van arribar a casar-se i es van separar el 2014.

### Política i opinions
També es dedica a una sèrie de causes polítiques i socials. Recolza el Partit Demòcrata i ha fet donatius a les campanyes de John Kerry, Hillary Clinton i Joseph Driscoll.
És una partidària decidida del control sobre les armes de foc i l'any 2000 va participar en la campanya de la revista Marie Claire: “Acabin amb la violència armada ara”.
També va participar el 2004 en la “Marxa per la vida de les dones” que recolzava la legalitat de l'avortament.

## Filmografia
| Any  | Pel·lícula                                                             | Paper                       | Altres dades                                                                          |
| ---- | ---------------------------------------------------------------------- | --------------------------- | ------------------------------------------------------------------------------------- |
| 1988 | Johnny Be Good                                                         | Georgia Elkans              |                                                                                       |
| 1988 | Les amistats perilloses (Dangerous Liaisons)                           | Cécile de Volanges          |                                                                                       |
| 1988 | Kiss Daddy Goodnight                                                   | Laura                       |                                                                                       |
| 1988 | Les aventures del baró Munchausen (The Adventures of Baron Munchausen) | Venus/Rose                  |                                                                                       |
| 1990 | Henry & June                                                           | June Miller                 |                                                                                       |
| 1990 | Where the Heart Is                                                     | Daphne McBain               |                                                                                       |
| 1991 | Robin Hood, el magnífic (Robin Hood)                                   | Maid Marion                 | versió de John Irvin                                                                  |
| 1992 | Anàlisi final (Final Analysis)                                         | Diana Baylor                |                                                                                       |
| 1992 | Jennifer 8                                                             | Helena Robertson            |                                                                                       |
| 1993 | Mad Dog and Glory                                                      | Glory                       |                                                                                       |
| 1993 | Even Cowgirls Get the Blues                                            | Sissy Hankshaw              |                                                                                       |
| 1994 | Pulp Fiction                                                           | Mia Wallace                 | Nominació a l'Oscar a la millor actriu secundària                                     |
| 1995 | Un mes al llac (A Month by the Lake)                                   | Miss Beaumont               |                                                                                       |
| 1996 | The Truth About Cats & Dogs                                            | Noelle                      |                                                                                       |
| 1996 | Beautiful Girls                                                        | Andera                      |                                                                                       |
| 1997 | Gattaca                                                                | Irene Cassini               |                                                                                       |
| 1997 | Batman i Robin (Batman & Robin)                                        | Dr. Pamela Isley/Poison Ivy | Guanyadora de Blockbuster Award                                                       |
| 1998 | Els miserables (Les Misérables)                                        | Fantine                     |                                                                                       |
| 1998 | Els venjadors                                                          | Emma Peel                   |                                                                                       |
| 1999 | Acords i desacords                                                     | Blanche                     |                                                                                       |
| 2000 | Vatel                                                                  | Anne de Montausier          |                                                                                       |
| 2000 | La copa daurada                                                        | Charlotte Stant             |                                                                                       |
| 2001 | Tape                                                                   | Amy Randall                 |                                                                                       |
| 2002 | Hysterical Blindness (TV)                                              | Debby Miller                | Guanyadora del Globus d'Or                                                            |
| 2003 | Paycheck                                                               | Dr. Rachel Porter           |                                                                                       |
| 2003 | Kill Bill Volum 1                                                      | The Bride                   | Nominació al Globus d'Or, Guanyadora del MTV Movie Award, Guanyadora del Premi Saturn |
| 2004 | Kill Bill Volum 2                                                      | Beatrix Kiddo/The Bride     | Nominació al Globus d'Or, Guanyadora del MTV Movie Award                              |
| 2005 | Be Cool                                                                | Edie Athens                 |                                                                                       |
| 2005 | Secrets compartits (Prime)                                             | Rafi Gardet                 |                                                                                       |
| 2005 | Els productors (The Producers)                                         | Ulla                        |                                                                                       |
| 2006 | My Super Ex-Girlfriend                                                 | Jenny Johnson/G-Girl        | Nominació als People's Choice Awards                                                  |
| 2007 | The Life Before Her Eyes                                               | Diana                       |                                                                                       |
| 2008 | The Accidental Husband                                                 | Emma Lloyd                  |                                                                                       |
| 2008 | My zinc bed                                                            | Elsa Quinn                  |                                                                                       |
| 2008 | A Muppets Christmas: Letters to Santa                                  | Joy                         | Telefilm                                                                              |
| 2009 | Motherhood                                                             | Eliza Welsh                 |                                                                                       |
| 2010 | Percy Jackson & the Olympians: The Lightning Thief                     | Medusa                      |                                                                                       |
| 2010 | Ceremony                                                               | Zoe                         |                                                                                       |
| 2012 | Bel Ami                                                                | Madeleine Forestier         |                                                                                       |
| 2012 | Playing for Keeps                                                      | Patti                       |                                                                                       |
| 2013 | Nymphomaniac: Vol. I                                                   | Mrs. H                      |                                                                                       |
| 2013 | Nymphomaniac: Vol. II                                                  | Mrs. H                      |                                                                                       |
| 2018 | The Con Is On                                                          | Harriet Fox                 |                                                                                       |
| 2018 | The House That Jack Built                                              | Lady 1                      |                                                                                       |
| 2018 | Down a Dark Hall                                                       | Madame Duret                |                                                                                       |
| 2020 | The War with Grandpa                                                   | Sally                       |                                                                                       |
| 2022 | Hollywood Stargirl                                                     | Roxanne Martel              |                                                                                       |
| 2023 | Red, White & Royal Blue                                                | Ellen Claremont             |                                                                                       |
| 2023 | The Kill Room                                                          | Patrice                     |                                                                                       |
| 2024 | Oh Canada                                                              | Emma/Gloria                 |                                                                                       |
| 2025 | The King of Kings                                                      | Catherine Dickens           |                                                                                       |